# 古月
胡诗学（1937年12月26日—2005年7月2日），艺名古月，姓氏胡拆开后即为古月。湖北武汉人。中国大陆男演员，饰演毛泽东的特型演员。

## 生平
胡诗学3岁时失去双亲成为孤儿，后来逃难到广西桂林，1949年，中国人民解放军解放桂林时，胡诗学参军并开始军旅文艺工作者生涯，填写履历表时因只记得孤儿院花名册上记载的“胡诗学，1939年9月生”，并不知道自己的准确出生日期，而随手将生日填写为9月9日。此后，胡诗学在中国人民解放军昆明军区担任文化干事，发表美术作品时曾将姓氏“胡”字拆开后以“古月”为笔名。
“文化大革命”期间，胡诗学曾在乘火车出差时被一名旅客发现相貌与油画《毛主席去安源》中的毛泽东极为相似，此后这一相貌特征逐渐为昆明军区所知。1978年，中华人民共和国文化部和中国人民解放军总政治部联合开展特型演员的选拔工作，时任解放军艺术学院院长胡可经人介绍，得知当时在昆明军区政治部宣传部文化科任科长（正团职）的胡诗学酷似毛泽东，表示“不会演戏可以学，一定要去考察一下这个人”，随即前往云南，在昆明军区的一次会议上留意到了胡诗学，发现他与毛泽东在外貌上确实很像，并请求胡诗学拍摄几张定妆照寄往北京，此后叶剑英元帅在对比十余名候选人的定妆照后，亲自将胡诗学圈定为饰演毛泽东的特型演员，胡诗学随即被调到八一电影制片厂。没有任何表演经验的胡诗学只得从头开始学习斯坦尼斯拉夫斯基体系，大量阅读毛泽东著作、观看关于毛泽东的资料片，搜集毛泽东各个时期的历史照片，并逐步模仿毛泽东的形体动作。
1980年开拍、1981年出品的《西安事变》是胡诗学的电影处女作，胡诗学从此以艺名“古月”活动，这也是他首次扮演毛泽东，但在该片中的镜头并不多。1982年开拍的《四渡赤水》作为中国影坛首部以毛泽东为主角的电影，亦由古月担纲主角。1983年，中央军委时任副主席杨尚昆曾表示“你这个古月不化妆还很像嘛”，并嘱咐古月在生活中“也要像毛泽东”。从影27年间，古月在84部影视作品中出演了毛泽东。
2001年，古月成为全军17位文职将军之一。
2002年，古月在《库尔班大叔上北京》中第84次扮演毛泽东。
2005年，在广西临桂参加“中国电影百年走近临桂暨临桂县影视之家基地动土奠基仪式”期间，因突发心肌梗塞抢救无效，7月2日23时09分在广东省佛山市三水区人民医院去世，享年68岁。
作为中国最形似毛泽东的特型演员，古月曾说过这么一句话：“演主席是我终身的任务，我会一直演下去。现在我最想演一些鲜为人知的老年毛主席的形象。”

## 家庭
古月和妻子张燕育有1子。

## 作品
| 首映日期 | 剧名                   | 备注 |
| -------- | ---------------------- | ---- |
| 1981年   | 《西安事变》           |      |
| 1982年   | 《四渡赤水》           |      |
| 1988年   | 《彭大将军》           |      |
| 1989年   | 《开国大典》上下集     |      |
| 1991年   | 《大决战：辽沈战役》   |      |
| 1991年   | 《大决战：淮海战役》   |      |
| 1991年   | 《大决战：平津战役》   |      |
| 1991年   | 《决战之后》           |      |
| 1992年   | 《重庆谈判》           |      |
| 1993年   | 《中国出了个毛泽东》   |      |
| 1993年   | 《毛泽东的故事》       |      |
| 1995年   | 《金戈铁马》           |      |
| 1996年   | 《大转折--鏖战鲁西南》 |      |
| 1996年   | 《大转折--挺进大别山》 |      |
| 1996年   | 《大进军--解放大西北》 |      |
| 1997年   | 《大进军--南线大追歼》 |      |
| 1997年   | 《旭日惊雷》           |      |
| 1999年   | 《大战宁沪杭》         |      |
| 1999年   | 《肝胆相照》           |      |
| 2000年   | 《毛泽东与斯诺》       |      |
| 2001年   | 《走出西柏坡》         |      |
| 2002年   | 《库尔班大叔上北京》   |      |
| 2005年   | 《风起云涌》           |      |

### 电视作品
| 首播日期 | 剧名               | 备注 |
| -------- | ------------------ | ---- |
| 1987年   | 《古城情恨》       |      |
| 1991年   | 《南阳大会战》     |      |
| 1991年   | 《七战七捷》       |      |
| 1993年   | 《豫东之战》       |      |
| 1997年   | 《西藏风云》       |      |
| 1998年   | 《上海沧桑》       |      |
| 1998年   | 《中国命运的决战》 |      |
| 未播出   | 《抗美援朝》       |      |
| 2001年   | 《向前,向前!》     |      |
| 2002年   | 《彭真》           |      |
| 2008年   | 《任弼时》         |      |

## 获奖经历
- 第十六届大众电影百花奖（1993年）最佳男演员（《毛泽东的故事》）
- 第十三届大众电影百花奖（1990年）最佳男演员（《开国大典》）

## 社会职务
- 八一电影制片厂故事片部演员剧团原一级演员